# Mychajło Szestakow
Mychajło Serhijowycz Szestakow, ukr. Михайло Сергійович Шестаков (ur. 12 kwietnia 1990 w Ładyżynie, w obwodzie winnickim) – ukraiński piłkarz występujący na pozycji napastnika w ukraińskim klubie Weres Równe. Jego brat-bliźniak Serhij Szestakow również jest zawodowym piłkarzem.

## Kariera klubowa
Wychowanek Szkoły Sportowej w Ładyżynie. Karierę piłkarską rozpoczął w 2010 roku w amatorskiej drużynie Awanhard-Enerhija Ładyżyn. Potem występował na zasadach wypożyczenia w klubach Bastion Illicziwśk, SKAD-Jałpuh Bołgrad i Sowinion Tajirowe. 28 sierpnia 2013 podpisał kontrakt z odeskim klubem Reał Farma. Od lata 2016 co sezon zmieniał klub, kolejno Bałkany Zoria, Żemczużyna Odessa i Nywa Winnica. 1 lutego 2019 roku został piłkarzem Weresu Równe, z którym w 2021 wywalczył awans do Premier-lihi. 24 lipca 2021 zadebiutował w Premier-lidze w zremisowanym 0:0 meczu z Kołosem Kowaliwka.

## Sukcesy

### Sukcesy klubowe
Żemczużyna Odessa
- mistrz Ukraińskiej Drugiej Ligi: 2016/17

Weres Równe
- mistrz Ukraińskiej Pierwszej Ligi: 2020/21